# Паскутти, Эцио
Эцио Паскутти (итал. Ezio Pascutti; 1 июня 1937, Мортельяно, Фриули-Венеция-Джулия — 4 января 2017, Болонья) — итальянский футболист, игрок «Болоньи» и национальной сборной. Легенда «Болоньи».

## Клубная карьера
Во взрослом футболе дебютировал в 1955 году в команде «Болонья», цвета которой защищал в течение всей своей карьеры, длившейся пятнадцать лет. Большую часть времени, проведённого в составе «Болоньи», был основным игроком команды. В составе «Болоньи» был одним из главных бомбардиров команды, имея среднюю результативность 0,44 гола за игру. За это время завоевал титул чемпиона Италии и становился обладателем Кубка Митропы.

## Выступления за сборную
В 1958 году дебютировал в национальной сборной Италии. За десять лет в национальной команде провёл 17 матчей, забив 8 голов. Был участником чемпионата мира 1962 в Чили и чемпионата мира 1966 в Англии.

## Статистика выступления

### Статистика клубных выступлений
| Сезон           | Клуб            | Чемпионат | Чемпионат | Чемпионат |
| Сезон           | Клуб            | Лига      | Игры      | Голы      |
| --------------- | --------------- | --------- | --------- | --------- |
| 1954-55         | Болонья         | A         | 0         | 0         |
| 1955-56         | Болонья         | A         | 18        | 11        |
| 1956-57         | Болонья         | A         | 27        | 11        |
| 1957-58         | Болонья         | А         | 26        | 12        |
| 1958-59         | Болонья         | А         | 31        | 17        |
| 1959-60         | Болонья         | А         | 18        | 8         |
| 1960-61         | Болонья         | А         | 13        | 4         |
| 1961-62         | Болонья         | А         | 28        | 11        |
| 1962-63         | Болонья         | А         | 18        | 14        |
| 1963-64         | Болонья         | А         | 25        | 8         |
| 1964-65         | Болонья         | A         | 26        | 7         |
| 1965-66         | Болонья         | A         | 22        | 10        |
| 1966-67         | Болонья         | A         | 21        | 10        |
| 1967-68         | Болонья         | А         | 20        | 7         |
| 1968-69         | Болонья         | А         | 3         | 0         |
| Всего в Серии A | Всего в Серии A |           | 296       | 130       |

## Достижения
- Чемпион Италии: 1963/1964
- Обладатель Кубка Митропы: 1961